# Linh lông
Linh lông, Linh, Súm lông hay Chè câu lông (danh pháp khoa học: Eurya ciliata) là loài thực vật có hoa trong họ Pentaphylacaceae. Loài này được Merr. mô tả khoa học đầu tiên năm 1923.